# Ратекау
Ратекау (нем. Ratekau) — община в Германии, в земле Шлезвиг-Гольштейн.
Входит в состав района Восточный Гольштейн. Население составляет 15 556 человек (на 31 декабря 2010 года). Занимает площадь 59,6 км².